# 張薦明
张荐明（?—?），五代十国燕地（今北京、河北北部一带）人。
张荐明与郑遨同时，少习儒学游历河北，后为道士，通老子、庄周之说。后晋高祖石敬瑭召见，问“道家可以治国吗？”回答：“道也者，妙万物而为言，得其极者，尸居衽席之间可以治天地也。”石敬瑭让他进内殿讲《道德经》，拜他为师。张荐明听到宫中奉时鼓，说：“陛下听到鼓声吗？它的声音只有一种。五音十二律，鼓都没有，但是和音为鼓。一是万事之本，能守一者可以治天下。”石敬瑭给他赐号通玄先生，后不知其所终。

## 延伸阅读
[在维基数据编辑]
 《新五代史/卷34》，出自歐陽修《新五代史》